# Peter Deutsch (Komponist)
Peter Deutsch (* 18. September 1901 in Berlin; † 13. oder 15. Mai 1965 in Kopenhagen) war ein deutsch-dänischer Komponist. Er schuf die Musik für zahlreiche Filme.

## Leben
Peter Deutsch wurde in Berlin ausgebildet. Er arbeitete zunächst als Opernregisseur und dirigierte ab 1924 ein Unterhaltungsorchester. Ab 1929 schrieb er Musik für Filmproduktionen, zunächst noch in Deutschland, nach seiner Übersiedelung 1929 oder 1933 in Dänemark. Er arbeitete außerdem für das Theater und Radioproduktionen, komponierte aber auch Stücke, die nicht an diese Institutionen gebunden waren. Am 6. Oktober 1943 kam er in das Ghetto Theresienstadt. Peter Deutsch leitete dort gemeinsam mit Carlo Sigmund Taube die sogenannte Stadtkapelle, ein mehr als vierzigköpfiges Häftlingsorchester, das populäre Klassik spielte. Er wählte die Musik für den Propagandafilm  Theresienstadt. Ein Dokumentarfilm aus dem jüdischen Siedlungsgebiet aus und dirigierte auch während der Aufnahmen.
Nach der Befreiung durch die Alliierten kehrte er nach Dänemark zurück. Von 1951 bis 1955 leitete er das Dänische Jugendsymphonieorchester, später ein Kopenhagener Orchester.
Verheiratet war Peter Deutsch mit Else Deutsch. Er verwendete mitunter das Pseudonym „Pete Alman“.